# Trombellidae
Trombellidae zijn  een familie van mijten. Bij de familie zijn 19 geslachten met circa 40 soorten ingedeeld.